# Петросян, Арсен Самвелович
Арсе́н Самве́лович Петрося́н (арм. Արսեն Սամվելի Պետրոսյան, 27 сентября 1991, Ереван, Армянская ССР, СССР) — армянский футболист, вратарь. Играл за сборную Армении. Сын футбольного тренера Самвела Петросяна.

## Клубная карьера

### Начальный этап карьеры
В начале своей карьеры выступал в Первой лиге с командой, состоящей из юношей 17-ти лет. Упор на возрастной критерий был сделан для поддержания игровой практики футболистов, которые не получали своё игровое время на поле. В 2009 году Петросян оказался в Гандзасаре. Помимо него в клубе был и его старший брат Александр Петросян, а главным тренером являлся их отец Самвел Петросян. В том сезоне удалось сыграть лишь в одной игре. А после ухода отца из тренерского штаба покинул клуб после окончания сезона.

### Пюник
Новым место в карьере стал действующий чемпион «Пюник». Из-за высокой конкуренции в клубе, Петросян, большее чем на выступление за дубль не мог претендовать. В дубле конкуренцию составлял Карен Исраелян. В конце 2010 года в основной команде произошли кардинальные изменения. Команду покинули два основных вратаря Артур Лесько и Эдвард Оганесян. Тем самым образовалось вакансия на данное амплуа. Тренерским штабом было решено перевести Петросяна и Исраелян в основу. Помимо этого в начале 2011 года был приобретён сербский голкипер Дьорде Пантич. Однако после 3 игр, из-за большого процента брака в матчах, руководство в срочном порядке расторгло контракт с сербским вратарём. Весь сезон 2011 года Петросян и Исраелян попеременно играли в чемпионате и кубках. В списке самых надёжных вратарей сезона 2011 года занял 5-е. В начале января 2012 года стало известно об уходе из клуба главного конкурента, и коллеги по амплуа Карена Исраеляна. Петросян занял прочное место в основе команды. Не видя конкуренции Петросян стал совершать периодично ошибки в матчах, приводящие к пропущенным голам. Доверие к Петросяну немного снизилось, и на матчи периодично стали ставить второго вратаря Альберта Оганяна.

### Арарат (Ереван)
В летнее трансферное окно, Петросян подписал контракт с «Араратом». Клуб сменил ориентацию на местных игроков, начал попытку ухода с низов пучины, в которой оказался за небольшой промежуток времени. Одновременно с Петросяном в клуб пришли Гайк Мкртчян и Геворг Нранян.
В середине 2010-х годов выступал за «Гандзасар» и снова за «Арарат», а весной 2018 года числился в составе «Алашкерта».

## Статистика выступлений
Данные на 12 мая 2012 года
| Клуб             | Сезон            | Чемпионат | Чемпионат | Кубки | Кубки | Еврокубки | Еврокубки | Всего | Всего |
| Клуб             | Сезон            | Матчи     | Голы      | Матчи | Голы  | Матчи     | Голы      | Матчи | Голы  |
| ---------------- | ---------------- | --------- | --------- | ----- | ----- | --------- | --------- | ----- | ----- |
| Гандзасар        | 2011             | 1         | 0         | 0     | 0     | 0         | 0         | 1     | 0     |
| Всего            | Всего            | 1         | 0         | 0     | 0     | 0         | 0         | 1     | 0     |
| Пюник            | 2011             | 11        | -10       | 1     | -1    | 0         | 0         | 12    | -11   |
| Пюник            | 2012/13          | 3         | -5        | 0     | 0     | 0         | 0         | 3     | -5    |
| Всего            | Всего            | 14        | −15       | 1     | −1    | 0         | 0         | 15    | −16   |
| Арарат (Ереван)  | 2012/13          | 0         | 0         | 0     | 0     | 0         | 0         | 0     | 0     |
| Всего            | Всего            | 0         | 0         | 0     | 0     | 0         | 0         | 0     | 0     |
| Всего за карьеру | Всего за карьеру | 15        | -15       | 1     | -1    | 0         | 0         | 16    | -16   |

## Карьера в сборной
В молодёжной сборной сыграл 3 матча. В основной сборной дебютировал 11 октября 2011 в скандальном матче против Ирландии, в котором был удалён Роман Березовский. В той игре Арсен пропустил два мяча, а его сборная уступила 1:2, выбыв из борьбы за место на Евро-2012.
| № | Дата            | Оппонент | Счёт | Пропущено голов | Соревнование            |
| 1 | 11 октября 2011 | Ирландия | 1:2  | −2              | Отборочный матч ЧЕ-2012 |

Итого: 1 матч / −2 голов; 0 побед, 0 ничьих, 1 поражение.
(откорректировано по состоянию на 11 октября 2011 года)

## Личная жизнь
Отец — Самвел Петросян, в прошлом игрок ереванского «Арарата», а ныне футбольный тренер. Имеет старшего брата Александра, который также является профессиональным футболистом.